# José Mardones
José Mardones, de nombre real José García de Mardones Ortiz de Pereda (Fontecha, Álava, 14 de agosto de 1868 - Madrid, 4 de mayo de 1932), fue un cantante español de la cuerda de bajo.

## Biografía[2]
José Mardones nació en Fontecha en 1868, hijo de Juana Ortiz de Pinedo, natural de San Martín de Don, en el Valle de Tobalina y de Gordiano García de Mardones, natural de Fontecha. Cuando José tenía tres años, falleció su madre y pasó temporadas con sus tías en la localidad de Briviesca, donde comenzó sus primeros estudios musicales. Cantaba como tiple en el coro de la Colegiata. En Briviesca, se despertó su vocación eclesiástica. Ingresó primero en la prefectura de Bergüenda, pasó al seminario de Vitoria y, posteriormente, al seminario mayor de Burgos. Pero su voz -potente y grave, de bajo- determinó que dejara los estudios eclesiásticos para deleitar a los aficionados a la lírica. Gracias a ella, consiguió su primer trabajo en Palencia, como Salmista de la Catedral. Se trasladó a Madrid, donde sobrevivió cantando en iglesias. Llegó a ser solista de la iglesia de San Millán y alternó también actuaciones en compañías secundarias. Para entonces ya había contraído matrimonio con Catalina Laredo, a la que conoció en Briviesca. 

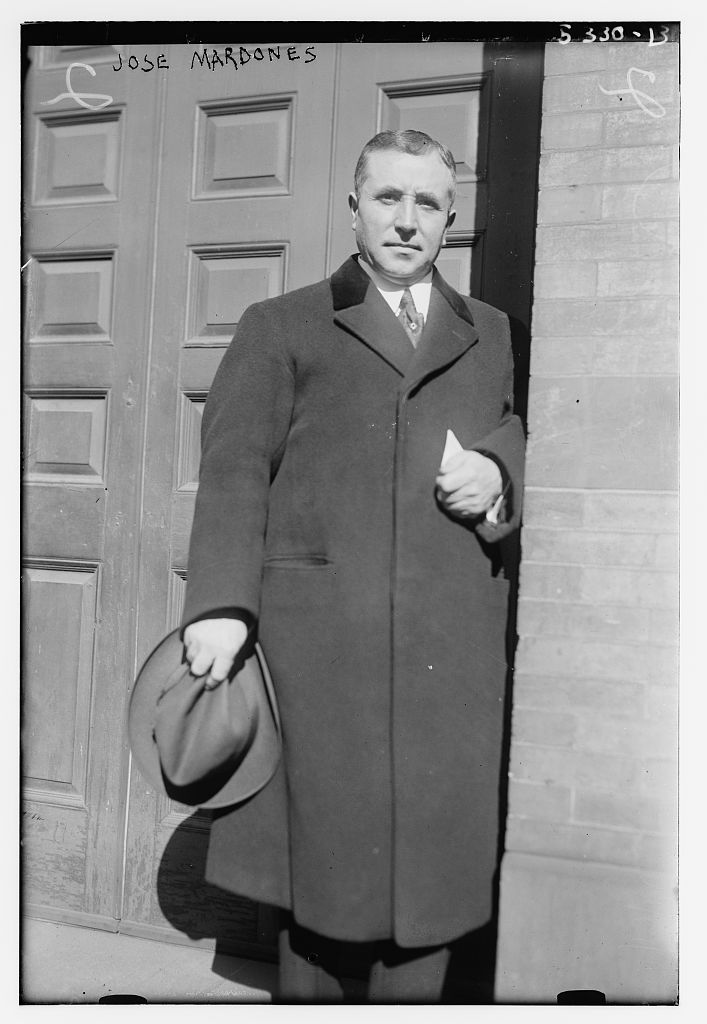
José Mardones, en la Metropolitan Opera, alrededor de 1924.

Empezó a actuar en zarzuela en la compañía de Emilio Sagi Barba, pero como su deseo era dedicarse a la ópera aprovechó la ocasión que se le ofreció de cantar en el Teatro Real de Madrid, en una audición que se dio del oratorio Moisés del padre Lorenzo Perosi, dirigido por su autor. Los empresarios que sucedieron a Arana en el Real no valoraron suficientemente notable la voz de Mardones como para renovarle el contrato y Mardones se vio obligado a dar algunas audiciones en Sevilla, Bilbao y otras capitales españolas.
Difundido por la prensa el éxito que logró en estas actuaciones, recibió propuestas ventajosas del extranjero, y después de actuar triunfalmente en el Teatro Nacional de San Carlos de Lisboa, pasó a Milán y de allí a Buenos Aires, para llegar a los Estados Unidos, donde permaneció durante doce años siendo el ídolo del público en el Metropolitan de Nueva York. En este teatro debutó el 12 de noviembre de 1917 en Aida de Verdi, interpretando el papel de Ramfis, y su último actuación se produjo el 17 de abril de 1926, en el papel de Alvise en La Gioconda de Amilcare Ponchielli. Su última actuación con la compañía del Metropolitan se produjo días más tarde, el 6 de mayo de 1926, interpretando el papel de Sparafucile de Rigoletto de Verdi en el teatro Eastman de Nueva York, bajo la dirección del famoso director Tullio Serafin. En total fueron 409 representaciones para aquella compañía.
Al retirarse volvió a España, donde en 1928 ofreció un memorable concierto en Madrid con la colaboración de la Orquesta Sinfónica y en 1929 en Barcelona, en un festival organizado por la Asociación de la Prensa Diaria.
Falleció en Madrid en la madrugada del 4 de mayo de 1932, tras una larga enfermedad.

## Análisis técnico
Mardones poseía una voz robusta, de bellísimas notas en las profundidades de grave y de timbre no menos bello en las regiones agudas, que comprendían dominios baritonales, distinguiéndose, además, por su exquisito buen gusto, delicioso fraseado y perfecta dicción, fruto de un talento muy cultivado.

## Repertorio
Como obras principales de su repertorio  figuran:
- El barbero de Sevilla de Rossini.
- Aida de Giuseppe Verdi.
- Faust de Charles Gounod.
- La judía de Fromental Halévy sobre un libreto original de Eugène Scribe.
- Carmen de George Bizet.
- Los hugonotes de Giacomo Meyerbeer.
- Mefistófeles de Arrigo Boito.
- Lucia di Lammermoor de Gaetano Donizetti.
- Rigoletto de Verdi.
- L'amore dei tre re de Italo Montemezzi.

## Premios y reconocimientos
- Hijo Adoptivo de Vitoria.[8]
- Hijo Predilecto de Fontecha.[9]
- Ilustre de Álava.[8]
- Calle José Mardones en Vitoria.
- Calle José Mardones en Llodio.
- 2018 – Actos de homenaje en el 150 aniversario de su nacimiento.[8]